# Morte e funerali di Stato di Carlos Menem

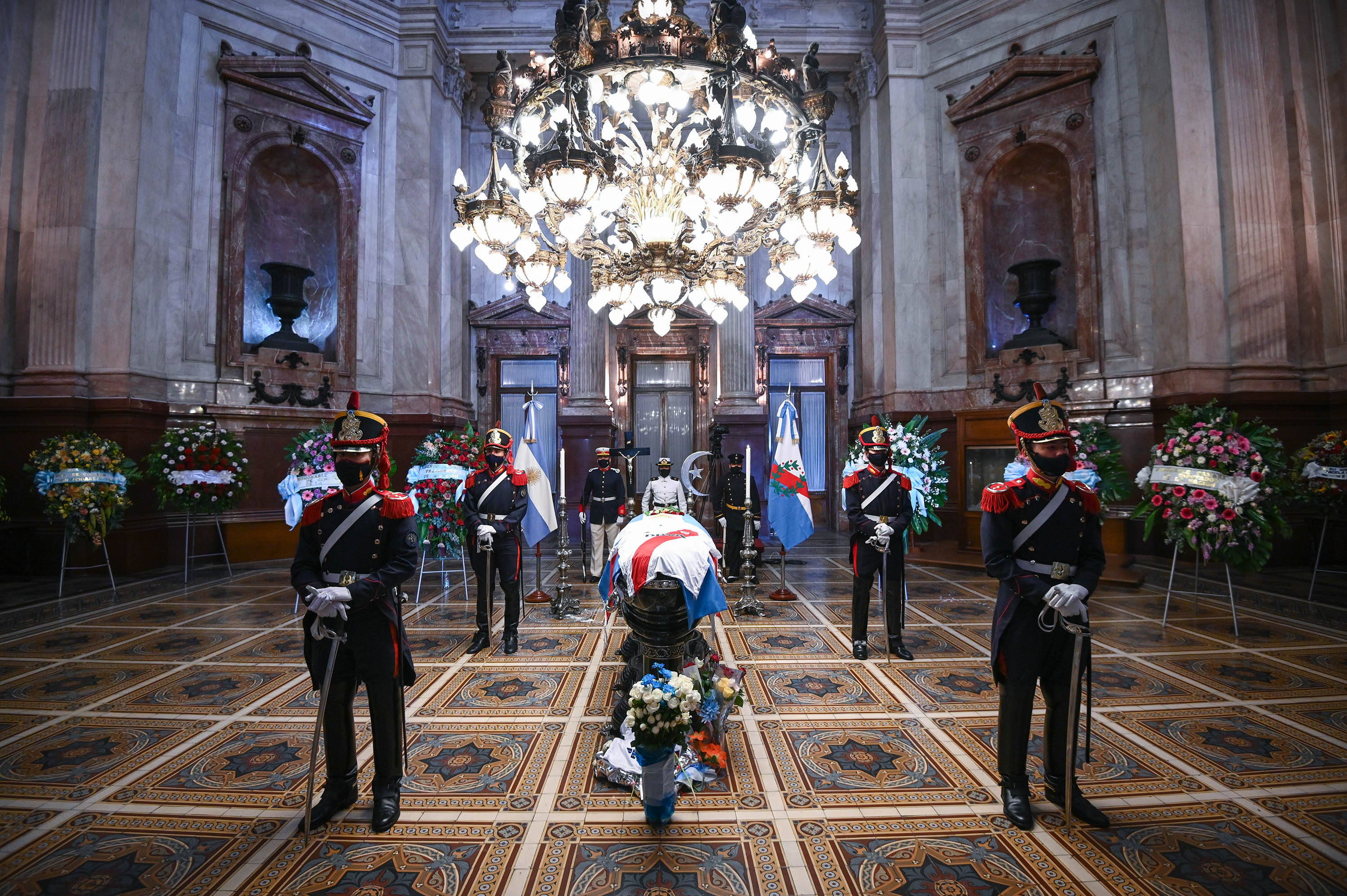
Veglia funebre di Carlos Menem nel Salone Azzuro del Congresso nazionale argentino.

I funerali di Carlos Menem si sono svolti dopo la sua morte, avvenuta il 14 febbraio 2021 a causa di un'infezione delle vie urinarie, e si sono protratti fino al 15 dello stesso mese. Il presidente Alberto Fernández ha decretato un periodo di lutto nazionale a partire dal giorno della sua morte, che è durato tre giorni. Alla veglia hanno partecipato autorità governative argentine, nonché politici di diverse ideologie e anche i cittadini.
Infine, i suoi resti furono sepolti nel cimitero islamico di San Justo, dove ebbe una cerimonia intima.

## Morte
L'ex presidente Carlos Menem è morto dopo aver trascorso due mesi ricoverato nel sanatorio Los Arcos della città di Buenos Aires all'età di 90 anni, dove era stato ricoverato per un'infezione urinaria che gli provocava dolore e aumento della frequenza cardiaca, morendo la mattina del 14 febbraio 2021. 
A metà del 2020, l'ex presidente aveva trascorso 15 giorni presso l'Istituto di Diagnosi e Trattamento per una polmonite bilaterale. Durante la degenza, era stato sottoposto a una TAC, che aveva evidenziato una "polmonite al polmone destro, con presenza di liquido nella pleura", secondo quanto dichiarato dai medici curanti all'epoca. La sua salute era compromessa anche perché soffriva di diabete.

## Funerale
Il governo argentino ha dichiarato tre giorni di lutto nazionale per la sua morte e le sue spoglie sono state deposte nella tarda serata del 14 febbraio e nelle prime ore del 15 nel Salone Azzurro del Congresso nazionale, alla presenza di numerosi cittadini, oltre ad autorità e politici di diversi partiti.
Il corteo funebre arrivò puntuale alle 20:00 al Congresso nazionale, dove una guardia granatiere, che lo attendeva minuti prima sulla spianata dell'edificio, scaricò la bara per portarla nel Salone Azzurro, dove fu ricevuta dalla vicepresidente e presidente del Senato, Cristina Fernández de Kirchner.
Scortato dalla guardia granatieri, l'addio dell'ex presidente è iniziato con una cerimonia intima a cui hanno partecipato l'ex moglie di Menem, Zulema Yoma, la figlia Zulemita, il fratello Eduardo, i nipoti e altri familiari.
Pochi minuti dopo le 21:00 sono arrivati il presidente Alberto Fernández e la first lady Fabiola Yáñez, oltre ad altre personalità di tutto lo spettro politico argentino, tra cui: l'ex presidente Eduardo Duhalde; il governatore di La Rioja, Ricardo Quintela; il ministro degli Esteri Felipe Solá; il senatore Guillermo Snopek; l'ex presidente provvisorio del Senato, Federico Pinedo; l'ex senatore Miguel Ángel Pichetto e l'ex vicepresidente ed ex governatore Daniel Scioli, tra gli altri.
Verso le 21.30 e fino a mezzanotte, il pubblico è stato autorizzato ad entrare, per poi tornare lunedì 15 febbraio a partire dalle 7.00. Poi, verso le 15.00, le porte sono state chiuse, affinché la famiglia potesse terminare i saluti in privato, e alle 15.45 le spoglie sono partite per il cimitero.
I suoi resti furono trasportati nel cimitero islamico di San Justo, nella provincia di Buenos Aires, dove fu sepolto.

## Reazioni internazionali
Numerosi leader regionali hanno salutato Carlos Menem attraverso i loro canali social, tra cui il presidente cileno Sebastián Piñera, il presidente colombiano Iván Duque, l'ex presidente Álvaro Uribe e il presidente ecuadoriano Lenín Moreno. Il governo del Paraguay ha inviato le sue condoglianze; anche il governo dell'Uruguay ha inviato "le sue più sentite condoglianze", così come ha fatto il Ministero degli Esteri brasiliano, che lo ha ricordato come "uno statista con un ruolo importante nel progresso delle relazioni bilaterali" e "dell'integrazione regionale".